# Thomisus tripunctatus
Thomisus tripunctatus är en spindelart som beskrevs av Lucas 1858. Thomisus tripunctatus ingår i släktet Thomisus och familjen krabbspindlar. Inga underarter finns listade i Catalogue of Life.